# تل مرجان
تل مرجان هي بلدة في مقاطعة نشان في ولاية قشقداريا في أوزبكستان.